# 莫斯季 (茲多爾布尼夫區)
50°18′7″N 26°11′26″E / 50.30194°N 26.19056°E
莫斯季（烏克蘭語：Мости），是烏克蘭西北部的村莊，隸屬里夫內州的里夫內區。該村面積14.2平方公里，海拔高度222米，2001年人口176，人口密度每平方公里12.4人。